# Sicriu

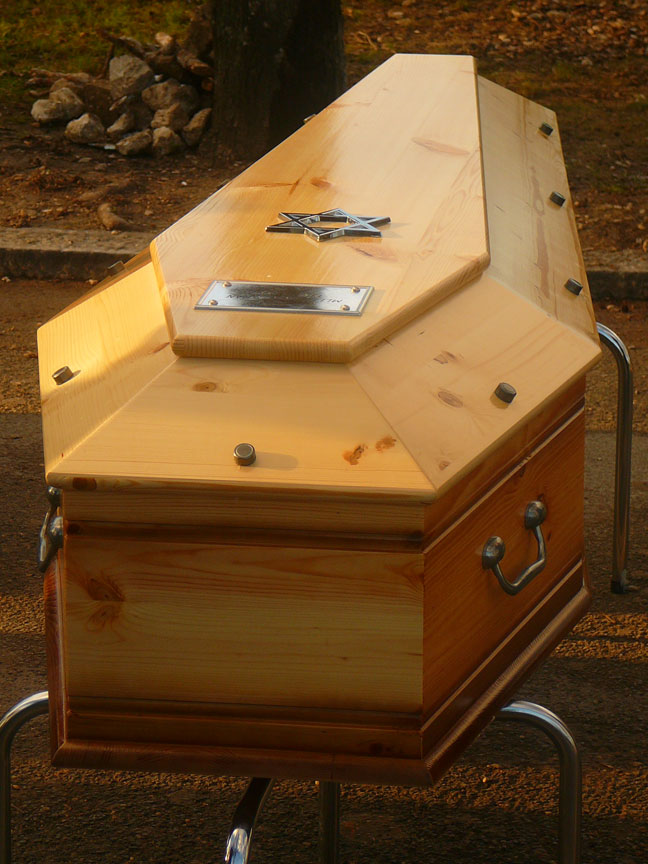
Sicriu

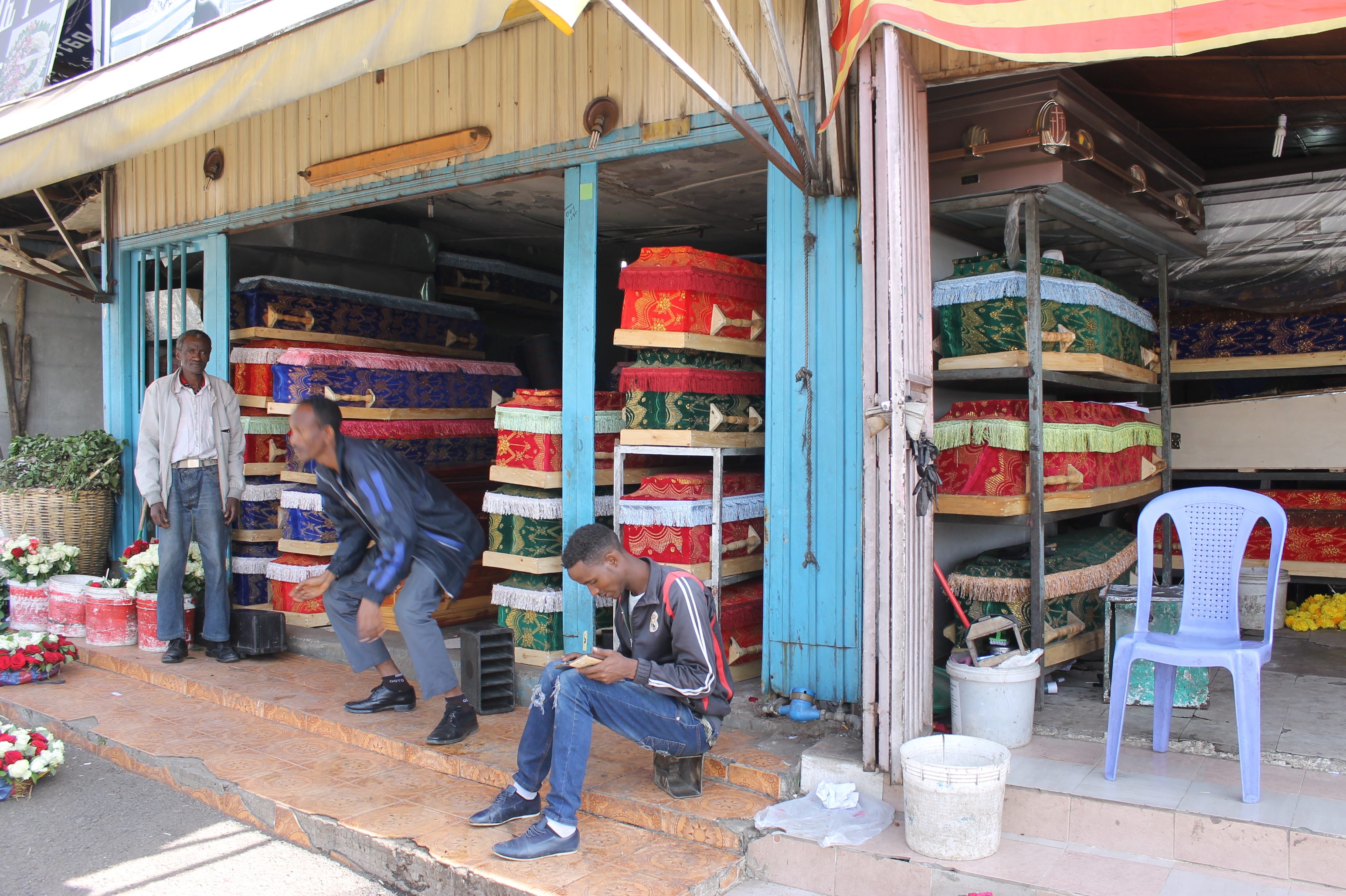
Sicrie (Etiopia)

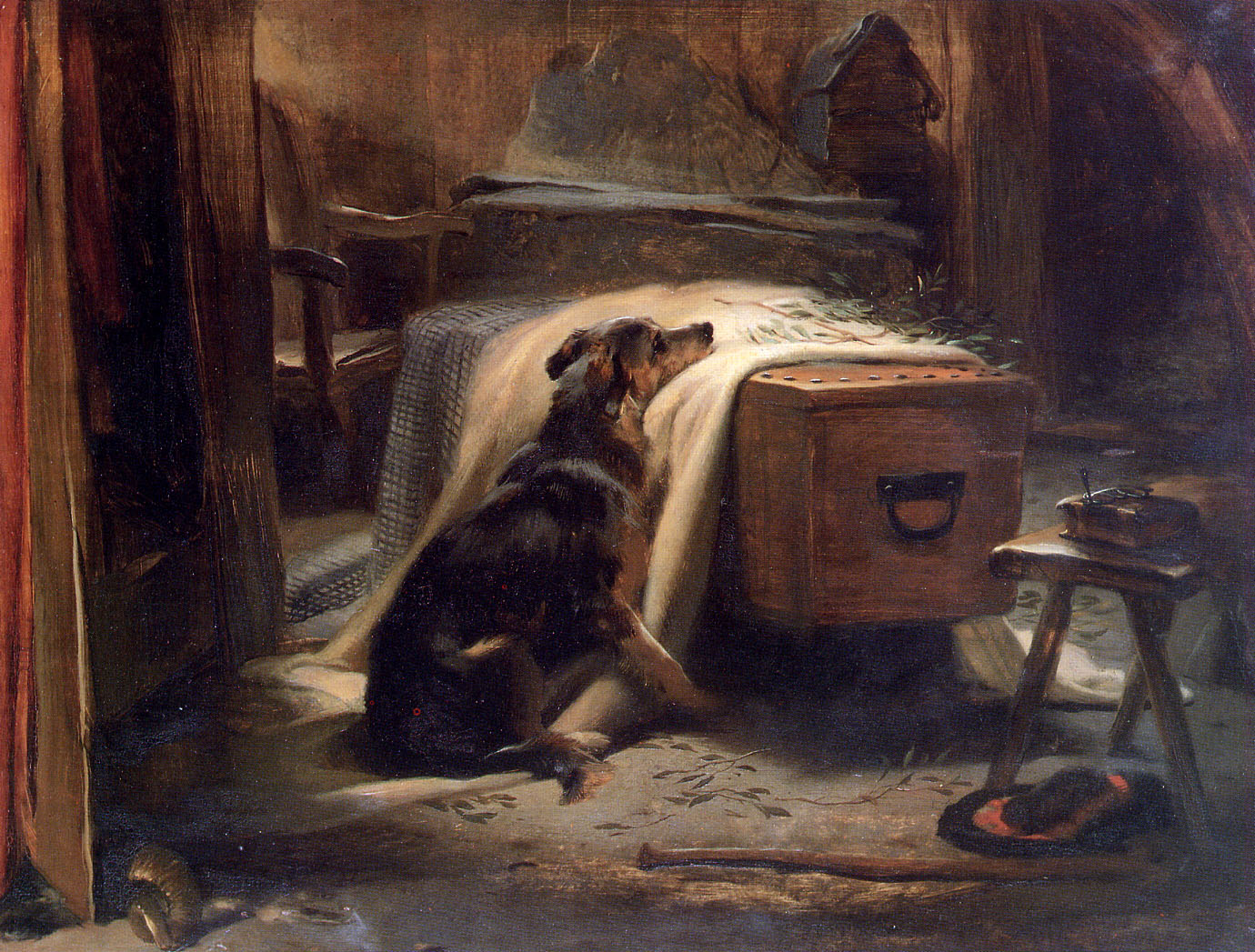
The Old Shepherd's Chief Mourner (Edwin Landseer, 1837)

Un sicriu (cunoscut și sub regionalismele coșciug, raclă, copârșeu sau in Oltenia "tron") este o cutie funerară folosită pentru expunerea și așezarea rămășițelor mortuare în scopul îngropării sau arderii în crematoriu.

## Obiceiuri
Orice cutie folosită pentru așezarea și îngroparea morților este un sicriu. Un sicriu poate fi îngropat în pământ sau așezat într-o construcție specială - mausoleu (cavou); pe alocuri se construiesc arcade de carămidă sau cavouri sub nivelul pământului.
Vasele în care se așază cenușa rezultată în urma arderii în crematoriu a rămășițelor mortuare se numesc urne mortuare.

## Modele de sicrie
Producătorii de sicrie și firmele de  servicii funerare pretind că oferă sicrie ce protejează corpul decedatului. De exemplu, există sicrie speciale care pot fi închise ermetic înainte de a fi îngropate. Acestea sunt, de obicei, mai scumpe și, de multe ori, sunt livrate împreună cu un certificat ce garantează integritatea structurală a cutiei. Chiar dacă se închid ermetic și indiferent de materialul din care sunt produse - lemn sau metal, sicriele nu păstrează intact corpul decedatului, chiar și în urma îmbălsămării. Dimpotrivă, sicriele închise ermetic stimulează descompunerea anaerobă și lichefierea rămășițelor. Produsul descompunerii se păstrează astfel in interiorul cutiei, iar o eventuală deschidere a sicriului (cum se mai practică la 7 ani după deces, de exemplu) va avea un efect mult mai puternic și neplăcut decât în cazul descompunerii aerobe ce are loc in cazul sicrielor ne-ermetice (de obicei fabricate din lemn).
În România cele mai populare sicrie sunt cele fabricate din lemn. De obicei, materialul este provenit din lemn de brad sau stejar, dar există și variante din lemn de tei, plop, fag, nuc etc. 
Din punct de vedere al formei, sunt predominante trei modele: hexagonal cu șase colțuri (patru în partea superioară, două în partea inferioară); modelul octogonal cu opt colțuri (patru pentru fiecare capăt) și, nu în ultimul rând, modelul simplu, cu patru colțuri. În privința capacului, există două variante: capac din două piese sau capac dintr-o singură piesă. De obicei, scriele cu opt colțuri sunt dotate cu capac realizat din două piese, iar celelalte, cu capac dintr-o singură piesă.

## Arderea în crematoriu
Acest lucru nu este acceptat de Biserica Ortodoxa, iar cei ce isi doresc acest lucru nu au parte de asistență religioasă.